# Eddy (la) Gooyatsh
Pour les articles homonymes, voir Eddy.
Eddy (la) Gooyatsh est un chanteur français né en 1974 à Nancy (Lorraine). Découverte du Printemps de Bourges et des Francofolies de la Rochelle en 2006, il a également été finaliste du tremplin Chorus des Hauts-de-Seine en 2007 et vainqueur du festival Génération Réservoir en 2008. Il a aussi sorti son album Pull Over 

## Albums
- L'Amour et l'Eau fraîche (2006)
- Chaud (2009)
- M le Méchant (2015)
- Beaurivage (2016)
- Rio Clap Clap Clap (2017)
- Pull Over (2018)
- Le jour où le jour s'arrêta (2020)
- La faim du tigre (2023)

## Collaborations
- 2011 : Weepers Circus, N'importe où, hors du monde. Il s'agit d'un livre-disque (2011) dans lequel participent une quarantaine d'invités aux titres d'auteurs ou d'interprètes : Eddy y effectue un duo avec le groupe sur le titre "Elles s'amusent".